# John Gadret
John Gadret (* 22. April 1979 in Épernay) ist ein ehemaliger französischer Radrennfahrer, der im Straßenradsport und im Cyclocross aktiv war.

## Karriere
John Gadret konzentrierte sich zunächst den Cyclocross. Seinen größten Erfolg feierte er 2004 mit einem Sieg bei dem Cross-Rennen in Vossem. Bei dem ersten Rennen der GvA Trofee am Koppenbergcross wurde er 2004 und 2005 jeweils Dritter. Bei den Weltcup-Rennen in Liévin und Hoogerheide wurde er 2006 zum Saisonende noch einmal Dritter und Zweiter.
Von 2003 bis 2015 fuhr Gadret bei internationalen Straßenradsportteams und beteiligte sich an „Grand Tours“. Der 1,70 Meter große Gadret hatte ein Formgewicht von 58 Kilogramm und galt als starker Kletterer. Sein bestes Ergebnis erreichte er beim Giro d’Italia 2011, den er auf Rang drei beendete. Nachdem er von seiner letzten Mannschaft Movistar keinen Vertrag mehr erhalten hatte, beendete er seine Straßenkarriere und verabschiedete sich mit einem dritten Platz bei den französischen Crossmeisterschaften 2016 von aktiven Radsport.

## Erfolge

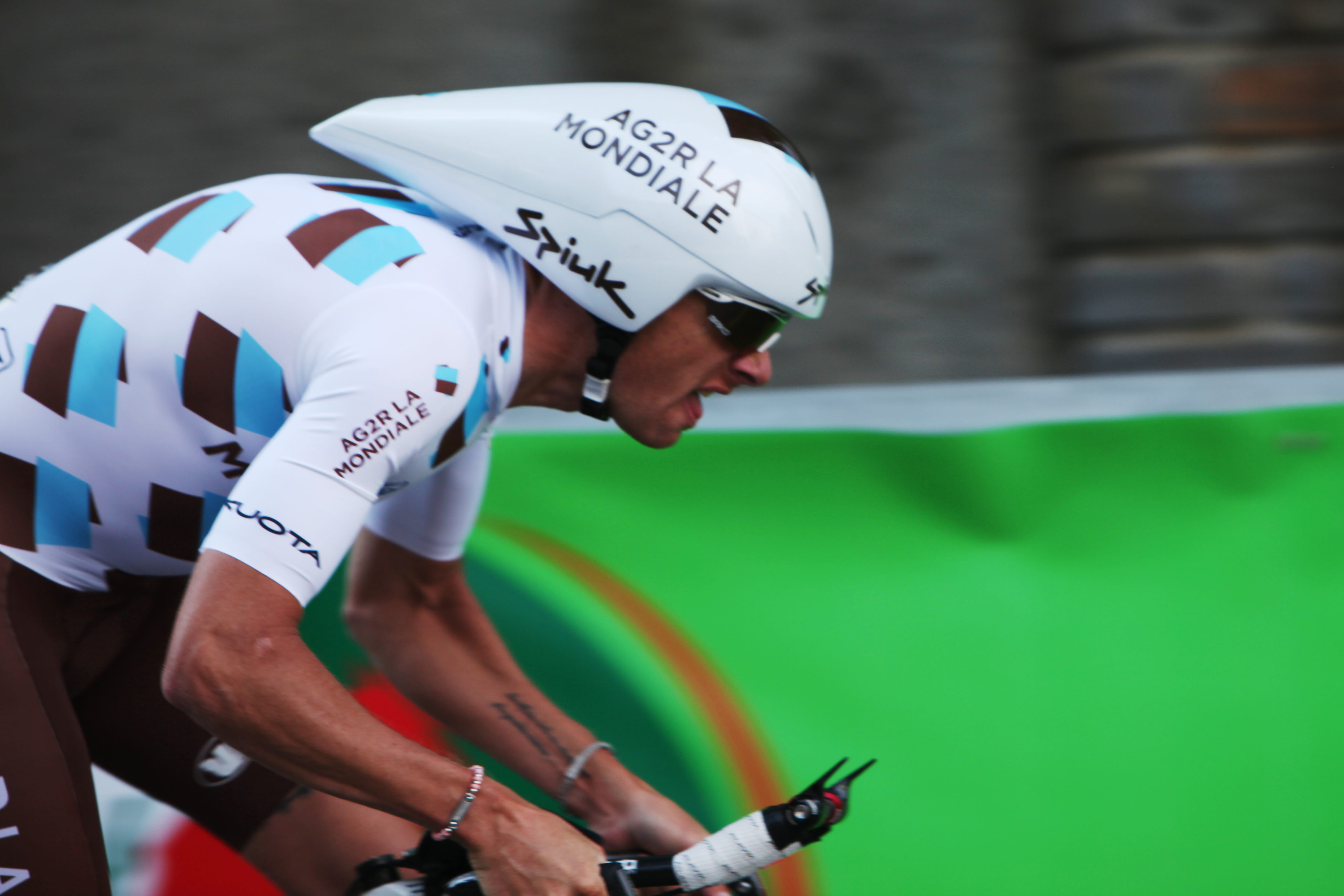
John Gadret bei der Tour de Romandie 2011

| 2007 - Grosser Preis des Kantons Aargau - Gesamtwertung und eine Etappe Tour de l’Ain 2008 - eine Etappe Tour de l’Ain 2011 - eine Etappe Giro d’Italia | 2003/2004 - Französischer Meister 2005/2006 - Französischer Meister 2011/2012 - Grand Prix Hotel Threeland, Pétange 2015/2016 - Französische Meisterschaften |

## Grand-Tour-Platzierungen
| Grand Tour            | 2004 | 2005 | 2006 | 2007 | 2008 | 2009 | 2010 | 2011 | 2012 | 2013 | 2014 | 2015 |
| --------------------- | ---- | ---- | ---- | ---- | ---- | ---- | ---- | ---- | ---- | ---- | ---- | ---- |
| Giro d’ItaliaGiro     | DNF  | –    | DNF  | –    | –    | –    | 13   | 3    | 11   | –    | –    | –    |
| Tour de FranceTour    | –    | –    | –    | 54   | DNF  | –    | 19   | DNF  | –    | 22   | 19   | –    |
| Vuelta a EspañaVuelta | –    | –    | –    | –    | 18   | DNF  | –    | –    | DNF  | –    | –    | –    |